# 1929년 월스트리트 대폭락

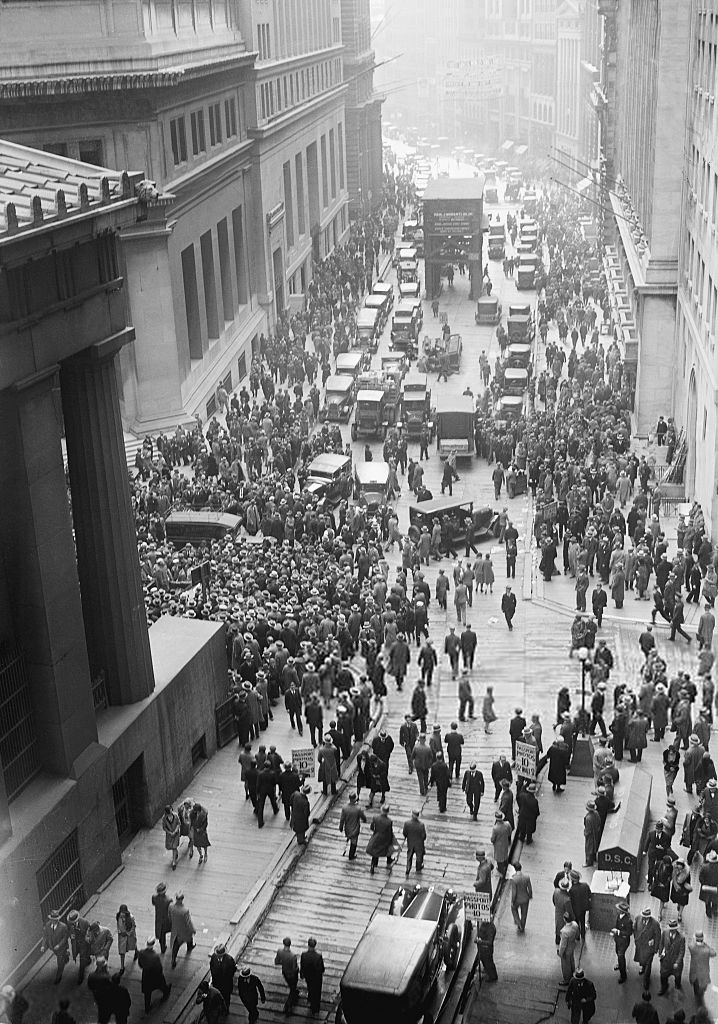
1929년 10월 29일 검은 화요일 대폭락 직후, 월가에 모인 군중들.

1929년 월스트리트 대폭락(영어: Wall Street Crash of 1929)은 1929년 뉴욕증권시장에서 일어난 일련의 주가 대폭락으로, 10월 24일 목요일(검은 목요일)부터 10월 29일 화요일(검은 화요일)까지 있었던 지속적인 주식 시장 붕괴를 말한다. 미국의 역사상 가장 큰 주식 대폭락으로 그 영향과 기간이 가장 컸던 사건이다. 9월 20일 있었던 런던 증권거래소 대폭락 이후 월스트리트 대폭락까지 이어지면서 12년 동안 서구권 전체에 엄청난 대공황이 시작되었다.

## 배경

1928-1930년 사이 다우 존스 산업평균지수 그래프.

제1차 세계 대전 이후 있었던 광란의 20년대는 부가 넘쳐나는 시대였다. 전후 낙관주의를 바탕으로 농촌 시골 지역의 미국인들은 도시로 이사가며 공업 부분의 급속한 팽창과 함께 풍요로운 삶을 살고자 하였다. 미국 도시들이 번영하는 동안 농산물 과잉생산으로 인해 10여년 간 미국 농촌에서는 광범위한 재정적 위기를 겪고 있었다. 이러한 공업과 농업 부문의 극심한 차이는 1929년 월스트리트 붕괴의 원인 중 하나로도 지목된다.
곳곳에서 투기세 지적이 일어났지만 주식 시장은 영원히 상승할 것이란 생각에 빠졌다. 1929년 3월 25일 연방준비제도이사회가 과도한 투기세를 지적하자 투자자들이 빠르게 주식을 매도하기 시작하면서 시장의 불안한 기반을 드러내며 작은 폭락 사태가 일어났다. 이틀 후 내셔널 시티 뱅크의 사장인 은행가 찰스 E. 미첼은 시장 불황세를 막기 위해 신용 2,500만 달러를 제공하겠다고 밝혔다. 미첼의 이같은 움직임은 금융 위기를 일시적으로 막았으며 콜머니는 20%에서 8%로 급감하였다. 하지만 미국 경제는 계속 불안한 모양세를 보여줬다. 강철 생산량이 줄어들었고 건설업도 부진했으며 자동차 판매량도 줄어든 대다가 소비자들은 쉬운 대출로 매우 많은 부채를 가지고 있었다. 1929년 3월에서 5월 사이 일어난 경제 불황 신호와 소규모 시장 침체에도 불구하고 6월부터는 다시 주식 시장이 상승세를 기록하여 1929년 6월에서 9월 초 사이 다우 존스 지수가 20% 가까이 급등하는 등 떨어지지 않고 상승세를 이어갔다. 1929년 9월 3일 다우 존스 산업평균지수는 당시 신기록이었던 381.17 포인트를 기록하며 9년만에 대략 10배 정도나 상승하였다. 대폭락 직전 경제학자 어빙 피셔는 "주식 가격은 영원히 높은 고원에 있는 듯 하늘에 닿았다"라고 말했다. 이러한 주식 호황세와 재정 증가세에 대한 낙관은 9월 5일 금융 전문가 로저 뱁슨(Roger W. Babson)이 발표한 "대폭락이 다가오고 있다"라는 논설로 큰 충격을 받았다. 이 다음 날 주식 시장이 3% 정도 폭락하면서 9월 초 폭락세는 "뱁슨 대폭락"이라 부르기도 했다. 이는 대폭락으로 이어지는 전조였지만 10월 대폭락 전까진 9월의 "뱁슨 대폭락"을 "건강한 시장 조정세"라 생각하고 기회라 생각해 사들였다.
9월 20일, 런던 증권거래소가 영국 최대의 투자자였던 클라렌스 해트리(Clarence H. Hatry) 및 그의 동료 다수가 사기 및 위조죄로 투옥되었다는 소식이 전해지면서 대폭락했다. 런던의 대폭락은 미국의 해외 시장 투자에 대한 낙관론을 악화시켰다. 대폭락으로 이어지는 날에도 시장은 심하게 불안정했다. 단기간의 대량 매도세로 인한 하락과 대량 매수세로 인한 상승 구도가 계속 반복되었다.

## 전개

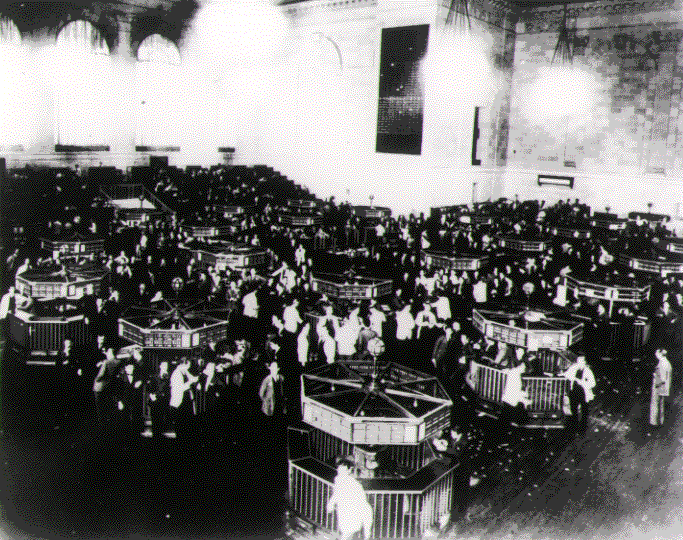
1929년 대폭락 6개월 후인 1930년 촬영한 뉴욕 증권거래소 트레이딩룸.

10월 중순 경부터는 매도세가 격렬해지기 시작했다. 검은 목요일이라 부르는 10월 24일에는 개장하자마자 이뤄진 대량의 주문으로 11% 하락으로 시작했다. 대량의 주문으로 인해 미국 전역의 증권사 사무실에서 시세표 가격보고가 매우 늦어졌으며 투자자들은 대부분의 주식이 실제로 그 시각에 거래되고 있는지 알지 못했으며 시장의 공포감이 늘어났다. 주요 월가 은행가들은 거래 현장의 공포와 혼돈을 잠재우기 위해 오후 1시경 회동을 가졌다. 이 회의에는 모건 은행의 대표대행인 토마스 W. 래몬트, 체이스 국립은행 대표 알버트 H. 위긴, 뉴욕 국립 씨티은행 총재 찰스 E. 미첼 등이 있었다. 이들은 뉴욕 증권거래소 부이사장 리차드 위트니를 대신하여 행동했다.
위트니는 배후의 은행가의 재정 지원을 통해 US 스틸의 대규모 주식을 시장가보다 높은 가격으로 매입할 것을 제안하였다. 또한 매매가들의 대동 하에 위트니는 기타 다른 우량주에 대해서도 유사한 매입을 시도했다. 이는 1907년 공황을 끝낸 전술과도 일치했다. 이러한 매입으로 하락세는 진정되었다. 다우 존스 산업평균지수는 복구되어 마감할 시점에는 6.38 포인트 하락한 299.47 포인트로 마감하였다. 이날에만 대략 1,290만 주가 거래되었다. 이같은 장세는 10월 25일 금요일과 10월 26일 토요일 오전까지 이어졌으나 1907년과 다르게 이같은 임시방편은 일시적으로만 해결할 수 있었다.
주말동안 검은 목요일 사건은 미국 전역의 신문에 다뤄졌다. 10월 28일 월요일(검은 월요일)에는 수많은 마진 콜이 들어오며 투자자들은 시장을 뜨기를 결정했고, 다우 지수는 이날에도 하락을 계속해 이날 하루에만 38.33 포인트(약 13%)가 폭락하였고 폐장 시점에선 260.64 포인트로 마감하였다.
다음 날인 10월 29일 화요일(검은 화요일) 공포가 절정에 달해 매도세가 가장 컸을 때 이날에만 대략 1,640만 주가 거래되었다. 이날에만 다우 존스는 추가로 30 포인트(약 12%) 더 하락한 230.07 포인트로 폐장하였다. 이날 하루에 거래된 주식량은 대략 40여년간 깨지지 않았다.
한편 10월 29일 윌리엄 C. 듀란트는 록펠러 가와 기타 금융계 거물들과 만나 대중에게 시장에 대한 자신감을 보여주기 위해 대량의 주식을 구매하러 했으나 이들의 노력도 주가 폭락을 막진 못했다. 이날 거래된 엄청난 양의 주식으로 인해 오후 7시 45분까지 시세 표시기의 시세가 계속 바뀌었다. 시장은 이틀동안 시가총액이 300억 달러가 증발했으며 10월 29일 하루에만 140억 달러가 증발하였다.
| 날짜                  | 변화   | 변화율 | 폐장 가격 |
| --------------------- | ------ | ------ | --------- |
| 1929년 10월 24일 (목) | -6.38  | -2.08  | 299.47    |
| 1929년 10월 28일 (월) | −38.33 | −12.82 | 260.64    |
| 1929년 10월 29일 (화) | −30.57 | −11.73 | 230.07    |
| 1929년 11월 4일 (월)  | -15.83 | -5.79  | 257.68    |
| 1929년 11월 13일 (수) | -11.05 | -5.23  | 198.69    |
| 1930년 6월 16일 (월)  | -19.64 | -5.81  | 230.05    |
| 1931년 9월 18일 (금)  | -6.68  | -5.49  | 115.08    |
| 1932년 1월 22일 (금)  | -4.61  | -5.53  | 78.81     |
| 1932년 5월 31일 (화)  | -2.73  | -6.01  | 44.74     |
| 1932년 7월 7일 (목)   | -2.27  | -5.15  | 41.81     |

다음 날인 10월 30일에는 다우 지수가 약간 복귀되어 28.40 포인트(약 12%) 상승한 258.47 포인트로 마감했지만, 이후에는 다시 하락세로 전환하여 1929년 11월 13일에는 다우 존스가 최저점인 198.69 포인트까지 하락하였다. 이후 11월 14일부터는 시장이 다시 회복되어 11월 14일엔 다우 지수가 18.59 포인트(약 10%) 오른 217.28 포인트로 마감하였고, 계속해서 약간씩 보합세를 보이며 1930년 4월 17일에는 2차 고점인 294.07 포인트(1929년 9월 최고점의 70%)로 마감하였지만 이후부턴 다시 약세장으로 돌입하였다. 이듬해 다우 지수는 지속적으로 폭락장으로 향하며 1931년 4월부터 1932년 7월 8일까지 수 %씩 하락하였다. 결국 1932년 7월 8일 20세기 주가 최저점인 41.22 포인트를 달성하였고 주가 지수는 1929년 9월 최고점 대비 총 89% 하락하였다.
1933년 3월 15일부터야 다우 존스 지수는 1929년 이후 3년간 폭락했던 지수를 천천히 회복하기 시작했다. 1930년대 초중반엔 다우 존스 지수가 가장 큰 퍼센트로 회복하였다. 1937년 말 주식 시장은 다시 급격한 하락세를 보였으나 이 당시 가격도 1932년 최저점을 상회했다. 1929년 9월 3일 달성했던 다우 존스 최고점은 1954년 11월 23일이 되어서야 다시 돌파한다.

## 여파
1932년 미국 상원에서는 1929년의 대폭락의 원인을 분석하기 위해 페코라 위원회를 설립했다. 이듬해인 1933년에는 미국 의회가 예금을 받고 융자를 해주는 상업은행과 증권, 채권, 기타 유가증권을 인수, 발행, 배포하는 투자은행을 분리시키는 1933년 은행법을 통과시켰다.
1929년 대폭락을 경험한 이후 전세계 주식시장은 급격한 폭락이 일어나는 경우 거래를 중지하는 조치를 제정하였으며, 이 조치가 공포 매수를 막을 것이라고 생각했다. 하지만 1987년 10월 19일 일어난 검은 월요일 때에는 다우 존스 지수가 하루만에 무려 22.6% 폭락하는 등 1929년 10월 28-29 양일 있었던 폭락을 합친 수치보다도 더 폭락하는 일이 일어났다. 또한, 2020년 주가 대폭락 당시 일어난 2020년 3월 16일의 2차 검은 월요일엔 12.93% 하락을 기록하며 1929년 검은 화요일 당시의 폭락을 경신하였다.

## 원인과 분석
1929년 월가 대폭락은 1920년대 후반 일어났던 투기적 호황세 직후 일어났다. 1920년대 후반에는 철강 생산, 건물 건설, 소매 매출, 자동차 판매, 철도 운송량 등이 매 기록을 경신하며 최대를 돌파하였다. 536개 제조업 기업 및 무역회사는 1929년 상반기 순이익이 1928년과 비교하여 36.6%가 증가하였다. 철강 생산량은 2배로 증가하였다. 이런 기록적인 수치는 수십만명의 미국인이 주식 시장에 투자하는 주식 호황세로 이어졌다. 이들 중 상당수가 더 많은 주식을 사기 위해 대출을 끼고 신용매매를 하였다. 1929년 8월까지 주식 브로커들은 구입하는 주식 액면가의 2/3 이상을 소액투자자들에게 대출해 주었다. 당시 85억 달러가 넘는 금액이 대출되었는데 이는 당시 미국 내에서 유통되던 통화량 전체보다 더 많았다.
주가 상승이 이어지면서 투자자들은 주식이 이보다 더 오를 것이라 기대하고 사람들이 몰리게 되었다. 이러한 생각과 추정이 가면 갈수록 심해지면서 거품 경제를 만들어냈다. 여기에 마진 거래로 인해 투자자들은 시장이 하락하거나, 심지어는 빠르게 상승하지 못하면 많은 돈을 잃게 되는 구조에 있었다. S&P 종합지수의 주가수익률(P/E)은 1929년 9월 기준 32.6으로 그 당시 역사상 어떤 때보다도 더 높았다. 경제학자 존 케네스 갤브레이스는 당시 주식 투기세가 심각하여 골드만삭스의 '블루 릿지 트러스트'나 '셰넌도 트러스트'와 같은 레버리지 투자상품에 저축이나 돈을 투자한 사람들이 생겨나기 시작했다고 말했다. 이 상품들도 1929년 말에는 폭락하여 은행이 2010년 달러 기준 대략 4,750억 달러(2018년 기준 5,458억 달러)에 달하는 손실을 입었다고 말했다.
또한 1929년의 작황 대호황도 이에 영향을 미쳤다. 1929년 8월이 되면 프랑스와 이탈리아에서의 밀 대호황과 호주의 밀 생산량 증가로 세계 밀 가격이 폭락하였다. 월가 주식도 이에 하락하였으나 싼 주식이 스태그(Stag)라 부르는 아마추어 투기꾼과 투자자를 몰리게 만들었다. 미 의회는 밀값 안정을 위해 1억 달러에 달하는 농민 구호금을 편성하여야 했다. 전세계적인 공급 과잉으로 10월이 되면 밀은 부셸당 1.31달러까지 하락하였다.

## 같이 보기
- 검은 월요일
- 대공황의 원인
- 다우 존스 산업평균지수의 일간 최대 변동치 목록

## 참고 문헌
- Axon, Gordon V. The Stock Market Crash of 1929. London, England: Mason & Lipscomb Publishers Inc., 1974.
- Bierman, Harold (2008년 3월 26일).  Whaples, Robert, 편집. “The 1929 Stock Market Crash”. 《EH.Net Encyclopedia》. Santa Clara, California: Economic History Association. 2019년 7월 6일에 원본 문서에서 보존된 문서. 2017년 2월 2일에 확인함.
- Brooks, John. (1969). Once in Golconda: A True Drama of Wall Street 1920–1938. New York: Harper & Row. ISBN 0-393-01375-8.
- Galbraith, John Kenneth. "1929: New York City." Lapham's Quarterly, no. 2 (Spring 2015): 145–146
- Klein, Maury. (2001). Rainbow's End: The Crash of 1929. New York: Oxford University Press. ISBN 0-19-513516-4.
- Klingaman, William K. (1989). 1929: The Year of the Great Crash. New York: Harper & Row. ISBN 0-06-016081-0.
- Leone, Bruno. The Great Depression: Opposing Viewpoints, 14–25. San Diego, California: Bender, David L., 1994.
- Pendergast, Tom. American Decades: 1920–1929. Farmington Hills, Michigan: UXL American Decades Publishing, 2003.
- Reed, Lawrence W. (1981 & 2008). Great Myths of the Great Depression. Midland, Michigan: Mackinac Center.
- Rothbard, Murray N. (2000). 《America's Great Depression》 (PDF) 5판. Auburn, Alabama: Ludwig von Mises Institute. ISBN 978-0-945466-05-5. 2010년 5월 13일에 확인함.
- Shachtman, Tom. (1979). The Day America Crashed: A Narrative Account of the Great Stock Market Crash of October 24, 1929. New York: G.P. Putnam. ISBN 0-399-11613-3.
- Thomas, Gordon and Morgan-Witts, Max. (1979). The Day the Bubble Burst: A Social History of the Wall Street Crash of 1929. Garden City, New York: Doubleday. ISBN 0-385-14370-2.
- Watkins, Tom H. The Great Depression: America in the 1930s, 22–55. New York: Little, Brown & Company, 1993.